# Barbus dialonensis
Barbus dialonensis е вид лъчеперка от семейство Шаранови (Cyprinidae). Видът е уязвим и сериозно застрашен от изчезване.

## Разпространение
Разпространен е в Гвинея и Сенегал.

## Описание
На дължина достигат до 8,1 cm.